# Дружба в Византии

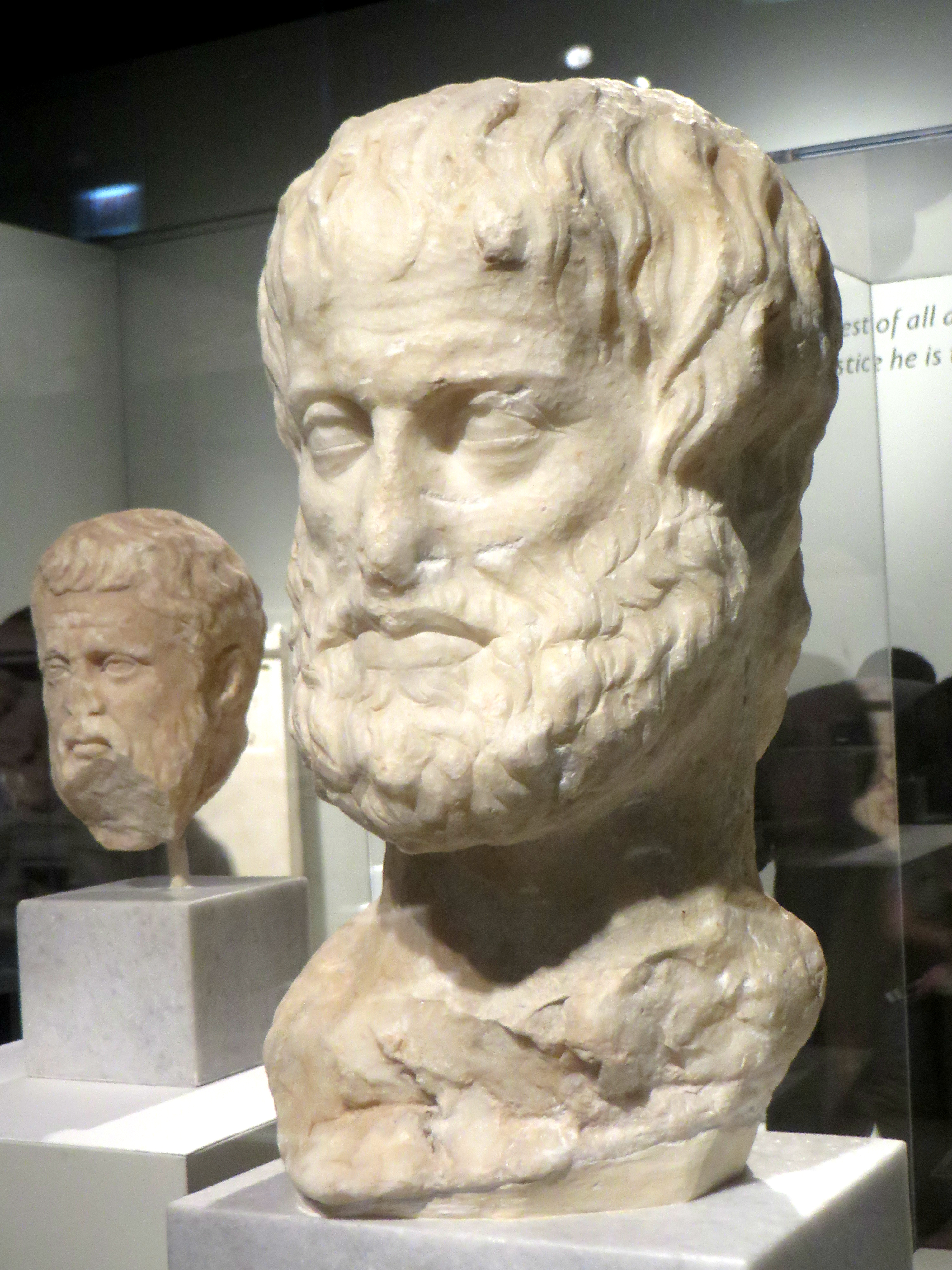
«… отсутствие общения, как говорит Стагирит, разрушило много дружеских союзов». Анна Комнина, Алексиада, XIII, 4

Дру́жба в Византи́и (φιλία, филия) охватывала широкий спектр внесемейных связей в византийском обществе. Считается, что среди византийцев преобладали прагматические отношения, вражда и недоверие, тогда как искренние эмоции и чувства оставались преимущественно фигурами речи. Как и в других культурах, дружба в Византии являлась сложным социальным явлением. Слово «дружба» не является точным переводом для слова «филия», и спектр значений включает также отношения патронажа и разные варианты родственных связей. Спецификой Византии считается своеобразный синтез античных и христианских идеалов. С дружбой в Византии было связано несколько ритуалов, из которых основными были написание писем и дарение подарков.
Нередко переводимое как «дружба», древнегреческое слово «филия» имело более широкий смысл. Как правило, оно употреблялось не для обозначения тесной связи между несколькими лицами, а для характеристики их хороших отношений. В зависимости от обстоятельств имелись различные нюансы. Дружба, её природа, назначение и отношение к высшему счастью являлись предметом оживлённой дискуссии в дохристианской философии. Хотя среди древних не было сомнений в том, что дружба относится к добродетелям, её общепринятого определения в период Античности не сложилось. Не было единства во мнениях и по поводу того, что имеет бо́льшую значимость — идеальная дружба мудреца или же практическое приложение дружбы к общественно-политической жизни. Многие были согласны с тем, что фальшивая дружба встречается гораздо чаще настоящей. В Византии были восприняты классические теории дружбы Платона, Аристотеля и Цицерона, а также их преломление в трудах христианских авторов. Трактатов, специально посвящённых дружбе, в Византии создано не было, но существуют разрозненные свидетельства, разбросанные по эпистолярным памятникам, житийной и художественной литературе.
Интерес к пониманию дружбы в Византии усилился во второй половине XX века благодаря исследованиям А. П. Каждана о византийском обществе, а также работам Франца Тиннефельда и Я. Н. Любарского о Михаиле Пселле. Дальнейшие исследования позволили глубже понять взаимоотношения среди византийской интеллектуальной элиты, их дружеские ритуалы и специфическую риторику. В современной византинистике исследование дружбы развивается в двух направлениях, литературно-критическом и историко-антропологическом. Для первого из них наиболее обширный материал предоставляет эпистолография. Дружеские связи византийцев имели совершенно определённое социальное измерение и чаще всего представляли собой хрупкие, несимметричные и невзаимные отношения, имевшие больше сходства с отношениями клиента и покровителя. Постоянное упоминание дружбы в византийской переписке приводит исследователей к выводу о потребности таким образом конвертировать «слабые связи» в социальный капитал. С учётом этого дружеские письма можно разделить на две группы — те, которые писали представители светской и духовной аристократии с целью упрочить свой статус, и те, чьи авторы пытались подняться по социальной лестнице. Особую роль играла интеллектуальная дружба, обеспечивавшая необходимую с точки зрения теории античного образования духовную связь между учителем и учеником и предоставлявшая последнему возможности «социального лифта».

## Теория дружбы

### Дружба в Древней Греции и Риме

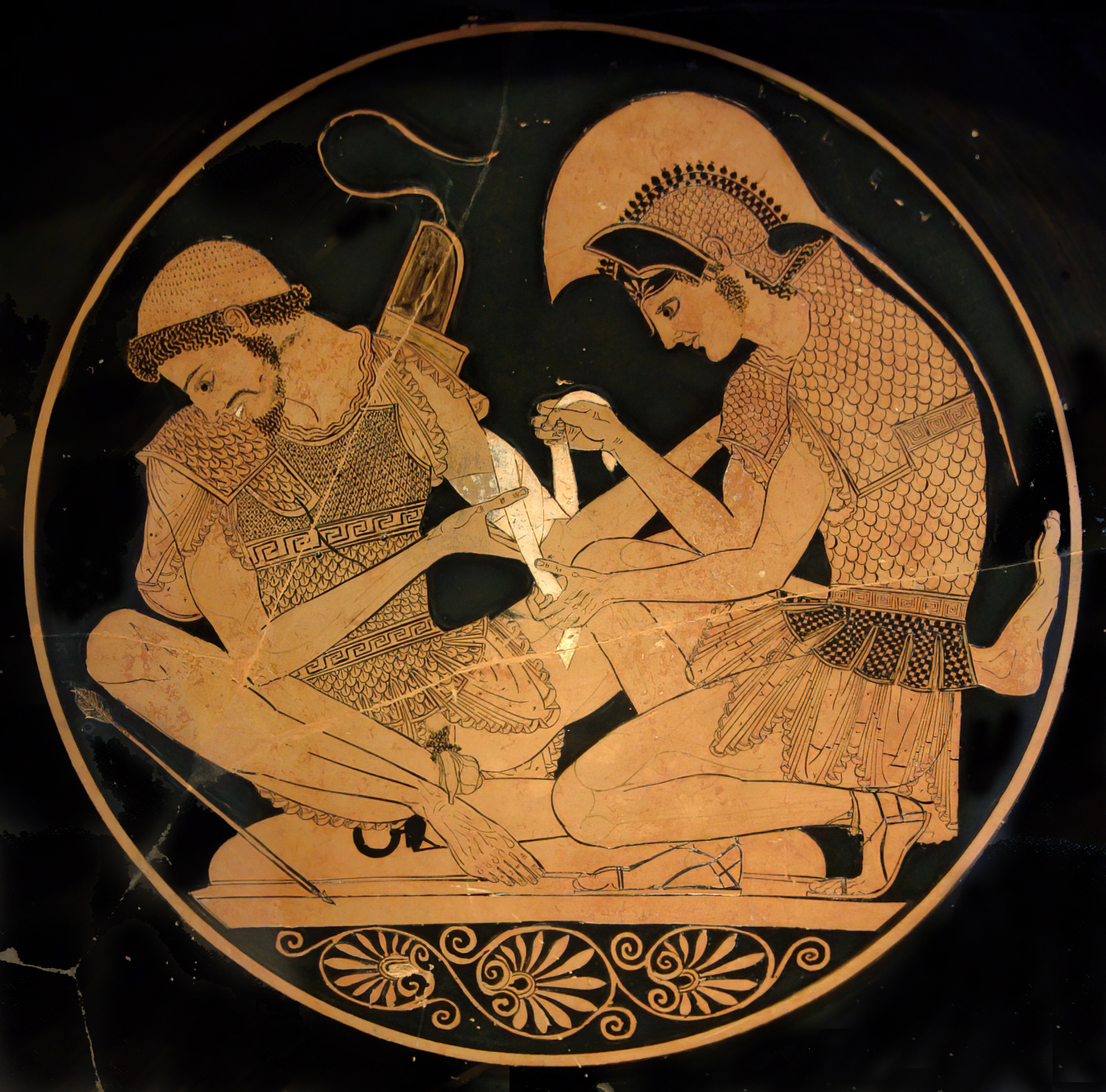
Ахилл перевязывает руку Патроклу, роспись на килике, ок. 500 года до н. э.

Несмотря на то, что отношения между Ахиллом и Патроклом рассматриваются как один из ярких примеров дружбы в древнегреческой литературе, в поэмах Гомера само понятие φιλία (филия) отсутствует. Вместо него встречаются близкие по звучанию глаголы и прилагательные, обычно переводимые как «дорогой» или «любимый». В «Илиаде» и «Одиссее» philoi относится к близким людям в узком смысле слова, к тем, кому полагается воздать погребальные почести. Британский историк Пол Милле называет «гомеровскую дружбу» «системой просчитанного сотрудничества, необязательно сопровождающегося какими-либо чувствами или переживаниями». Американский специалист в области гендерных исследований Давид Халперин говорит о паразитизме дружбы у Гомера на концепциях родственных и сексуальных отношений, заимствующей их терминологию и определяющей себя через них. «Труды и дни» Гесиода, повествуя о мирной сельской общине, демонстрируют сходный с гомеровским подход к филии, основанный на практических отношениях взаимности: «всякий дающему даст, недающему всякий откажет». В другом месте рапсод даёт в некоторой степени теоретическое описание дружбы, призывая не ставить «никогда наравне товарища с братом», не быть нелюдимым, но и быть готовым к предательству, если заводишь слишком много друзей. В следующих стихах Гесиод, используя разнообразную лексику, даёт советы, подходящие для жителей классического полиса. Указания, содержащиеся в древнегреческой лирике, элегической и ямбической поэзии, дают основания предполагать, что в VI—V веках до н. э. существовала связь между дружбой и симпосием, то есть второй частью празднования, когда еду уносили и на столах оставалось только вино. В Афинах такой способ времяпрепровождения считался аристократическим, что определяло темы и акценты декламируемых там произведений. В целом же понятие дружбы соотносилось с идеологией равенства граждан античного полиса, рассматриваясь как общественная добродетель: хороший друг не мог не быть хорошим гражданином.
Женская дружба является темой поэзии Сапфо, называвшей своих подруг «филами» и «гетерами». Противопоставление доминирования и подчинения, характерного для мужского эротизма того периода, дружбе с её отношениями равенства не так характерно для женской поэзии.
Согласно классической традиции, изложенной у Ямвлиха, Порфирия и Диогена Лаэртского, абстрактное понимание дружбы впервые было введено пифагорейцами. Согласно Ямвлиху, Пифагор учил о «дружеском согласии всех со всеми». Также Пифагор был первым, кто учил о равенстве в дружбе. У Платона идея дружбы подробно разбирается в диалоге «Лисид». Наиболее разработанная из античных теорий филии принадлежит перипатетикам. Её теоретическому исследованию посвящены значительные разделы «Никомаховой» и «Евдемовой этики» Аристотеля, а также «Большой этики», предположительно составленной после смерти Аристотеля его учениками. Согласно древнегреческому философу, филия является разновидностью добродетели, но точный её смысл и определение вызывают многочисленные споры. Главным назначением филии является желание друг другу блага, причём открыто, а не тайно. По мнению Аристотеля, существуют три вида этого чувства, соответствующие трём видам вызывающих его причин: дружба из-за полезности, характерная для ищущих помощи стариков, дружба ради удовольствия, которой предаются юноши, и совершенные отношения добродетельных людей. Сходным образом понятие трактуется в VII книге «Евдемовой этики». Не все из перечисленных Аристотелем вариантов филии относятся в современных языках к дружбе, в частности, чувства между родителем и ребёнком. Стагирит различает филию и тех, кого можно назвать «друзьями» (philoi). В «Евдемовой этике» он уточняет, что о друзьях можно говорить «лишь там, где соблюдается равенство; ведь неуместно слово „друг“ там, где взрослый человек дружески любит ребёнка или любим им». Противоречия между определением трёх родов филии и родительской любовью привлекали внимание комментаторов Аристотеля начиная с Античности и разбираются, например, у Аспасия. Отдельного упоминания заслуживает у Аристотеля дружба в общественных взаимоотношениях — аналогия проистекает из направленности общества к благу его членов и общей материальной заинтересованности. В этике стоиков дружба играла вспомогательную роль. Многие из них, от Зенона до Сенеки, полагали, что быть другом, равно как свободным и хорошим гражданином, доступно лишь мудрецу.

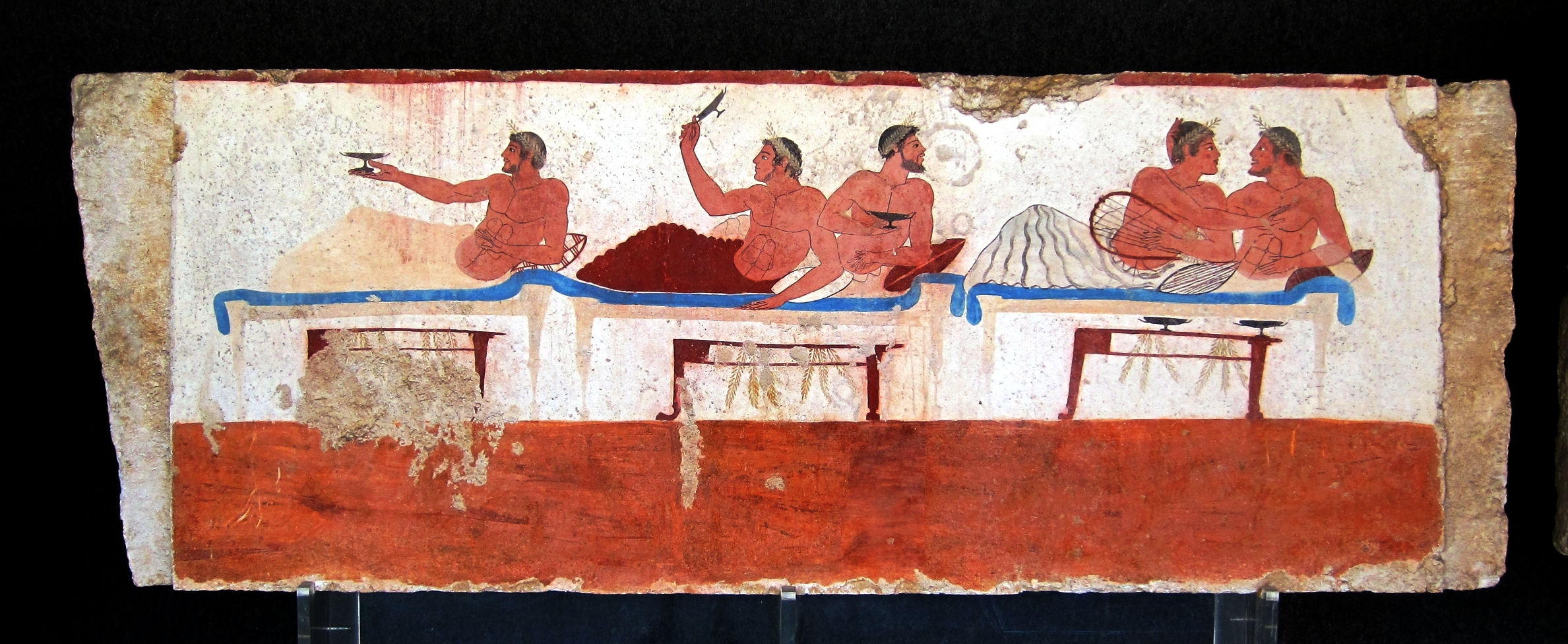
Фреска с изображением симпосия из Гробница ныряльщика в Пестуме, ок. 470 г. до н. э.

В эллинистическую эпоху внимание теоретиков дружбы переключилось на изучение отношений людей неравного общественного статуса, особенно положения друзей и советников правителя. Впервые представление о возможности такого рода филии обнаруживается в рекомендательном письме ритора Исократа (IV век до н. э.) наместнику Македонии Антипатру. Исократ обращает внимание своего корреспондента, что наиболее приятным и полезным является приобрести достойных доверия друзей, которым можно поручить важные дела. Важной чертой своего протеже Исократ называет парресию, то есть способность говорить честно и открыто. О превратностях судьбы друзей правителей в эллинистическом мире писали Диоген Лаэртский и Полибий. На опасности, подстерегающие влиятельного человека, доверяющегося проходимцам, обратил внимание Плутарх в своём трактате «Как отличить друга от льстеца» (около 100 года). В другом месте своих «Моралий» («О множестве друзей») Плутарх поясняет, что дружба может возникнуть на основе разнообразных видов совместного времяпрепровождения, но лучше иметь меньше друзей, подобных братьям, — таких, о которых можно сказать «одна душа в двух телах». С другой стороны («О братской любви»), обыкновенная братская любовь является лишь подготовкой к истинной дружбе.
Поскольку римская литература ранее I века до н. э. практически не сохранилась, о терминологии, употреблявшейся римлянами до знакомства с древнегреческой культурой, ничего не известно. В отличие от греческого языка, в латыни для обозначения дружбы и любви использовались разные слова, amicitia и amor. Соответственно, в поздней Римской республике слово amicitia, хотя и не имело определённого смысла и обозначало разнообразные отношения, от политических союзов до частной дружбы, было не настолько многозначным, как древнегреческая «филия». К теме дружбы неоднократно обращался Цицерон. Если в раннем трактате De Inventione он определял её практически идентично Аристотелю, то в более позднем произведении «Лелий, или О дружбе» оратор говорит о дружбе в достаточно общих выражениях, называя её «согласием во всех делах божеских и человеческих в сочетании с благожелательностью и привязанностью». Amicitia не всегда использовалось для описания степени привязанности или особенно близкого знакомства, но чаще обозначало социальные взаимоотношения, имеющие отношение не столько к чувствам, сколько к сети контактов, принадлежности к определённому кругу, часто объединённому сходным уровнем образования или принадлежностью к власти. В период империи, в случае если один из друзей являлся императором, слово приобретало некоторый формальный оттенок, не теряя своей неопределённости. Зачастую быть другом императора не означало ничего конкретного; как писал Овидий, «кто, с кем Цезарь знаком, не считал себя Цезаря другом?» Не вполне ясно, при Октавиане Августе или позже, возник обычай, который Сенека возводит к эллинистическим царям, делить друзей на три категории: тех, которые удостаивались личной аудиенции, тех, которых принимали в числе немногих, и прочих. Система не была формальной, и только при Клавдии дифференциация стала строже, когда лучших друзей императора стало возможно узнать по особым золотым перстням. Впрочем, перстни подделывали, и обычай был отменён Веспасианом. Положение друга императора давало возможность претендовать на придворные и государственные должности. В правление Константина Великого из них выделились комиты, «попутчики» императора, ставшие затем основой новой элиты Византии.

### Христианская дружба
Распространение христианства, с его этическими принципами, монашескими идеалами и ощущением принадлежности к незнающей границ человеческой общности, привело к изменению в понимании дружбы. В греческом переводе Нового Завета филия упоминается единожды (Иак. 4:4) и в целом не одобряется. Эсхатологические устремления ранних христиан и акцент на неизбирательной любви к ближнему уменьшали ценность традиционной дружбы, значительное число мест в новозаветных текстах подчёркивало важность единения верующих в духе известной фразы Аристотеля «друг — это одна душа, живущая в двух телах». Христиане, опираясь на Рим. 5:5, полагали, что духовная дружба возникает в людях вследствие деятельности Святого Духа. В ранней патристике предпринимались отдельные попытки интерпретировать христианскую дружбу на основе аристотелевской этики (в начале III века Климент Александрийский и Минуций Феликс), но в более поздней христианской литературе понимание дружбы как частных межличностных отношений не прижилось. Тем не менее рецепция языческих концепций происходила, хотя её степень у каждого из богословов была своей. Считается, в частности, что понимание филии было совершенно различным у двух видных богословов второй половины IV века, Василия Великого и Григория Богослова: первый следовал библейскому словоупотреблению и избегал слова филия, отдавая предпочтение слову «агапэ» (др.-греч. ἀγάπη или лат. caritas), тогда как получивший классическое образование Григорий использовал его постоянно. В своей знаменитой погребальной речи в честь Василия Григорий описал свои отношения с покойным другом, с которым он в юношеские годы разделял кров, пищу и страсть к христианской философии, как eros, что, видимо, следует перевести как «пылкое влечение». Такие отношения стали позднее моделью для монахов, а затем и мирян в Византии.
Согласно американскому исследователю эмотивности в античном мире Дэвиду Констану, следующие три аспекта классической дружбы получили новую трактовку в трудах христианских авторов: идея дружбы человека и Бога, связь дружбы с идеалом смирения и запрет на самораскрытие как элемент настоящей дружбы. Хотя Аристотель исключал возможность неравноправной дружбы, не только с Богом, но и с рабом, немецкий богослов Эрик Петерсон показал («Der Gottesfreund: Beiträge zur Geschichte eines religiösen Terminus», 1923), что в античный период существовали и другие точки зрения по этому вопросу. В Септуагинте неоднократно «другом Бога» называется Моисей (Исх. 33:11). Климент Александрийский в «Протрептике» писал, что «если же у друзей всё общее, а человек дружественен Богу (ведь он — друг Ему при посредничестве Логоса), то всё становится принадлежащим человеку, ибо всё — Божие, а у двоих друзей всё общее: у человека и у Бога». У более поздних богословов дружба понималась сходным образом, и метафоры для описания общности христиан брались не из словаря дружеской терминологии, а из родственных отношений. Понятийный аппарат дружбы имел для раннехристианских богословов принципиальное значение, Павлин Ноланский никогда не говорил об amicitia, описывая имеющие основания во Христе отношения только словом caritas, не имеющим светских коннотаций. В отличие от филии и amicitia, caritas (агапэ) не предполагала взаимность чувства и какого-либо основания в добродетелях объекта его приложения; напротив, в подражание Христу требовалась способность прощать ближнего. В трудах отца Церкви Аврелия Августина был переосмыслен классический императив открытости в дружбе. Призыв Цицерона и Плиния «открыть грудь» другу и делиться с ним событиями своей жизни, по мнению Августина, не предполагал откровенных суждений и порицания ошибок: лишённые же критики дружеские отношения являются «сплошным обманом» и могут стать причиной впадения в ересь — здесь он ссылался на собственный опыт. Вместо этого правильно поддержание «христианской дружбы», разделяемой между всеми христианами, в которой нормально указывать другу на его ошибки. Греческий византинист Фотини Колову напрямую связывает приобретение идеей дружбы в позднейшей Византии «духовного» характера с потребностью инкорпорировать языческую этику в христианский контекст, как для ведения религиозной полемики, так и потому, что Отцы Церкви IV века стали восприниматься в качестве архетипичных примеров дружбы для последующих поколений.
Согласно Аристотелю, необходимым условием дружбы является совместная жизнь, а разлука, напротив, способствует затуханию дружеского чувства. В таких обстоятельствах письма могут служить заместителем отсутствующего друга, создавая иллюзию его присутствия и позволяя поддерживать отношения. Для византийцев моделью поддерживаемых на расстоянии отношений служило эпистолярное творчество Отцов Церкви. Христианский философ рубежа V века Синезий Киренский писал, что «за телесным отсутствием возлюбленного письмо способно дать образ присутствия, видимость беседы, удовлетворяя тем самым порывы души». Сходного понимания придерживался его современник, епископ Амвросий Медиоланский, утверждавший, что «жанр послания изобретён для того, чтобы мы могли поговорить с теми, кого нет рядом. Но этот способ общения становится особенно ценен, если часто и охотно шлют родители и дети письма, чтобы, невзирая на разделяющее их расстояние, сохранить чувство близости».

### Дружелюбность византийцев

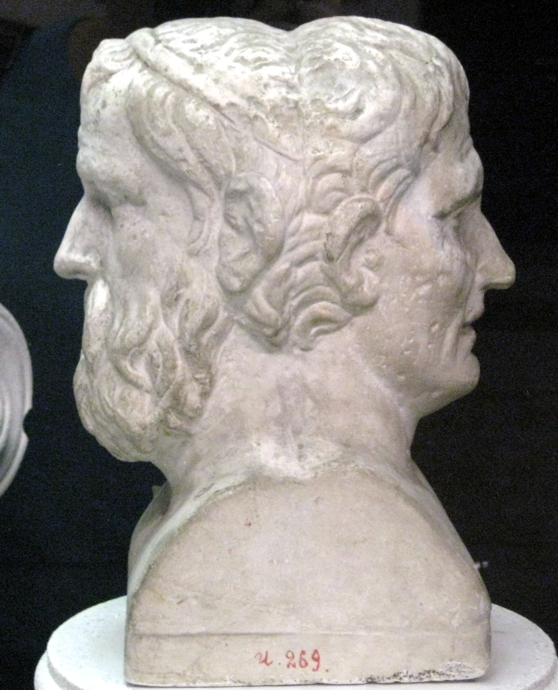
Популярная среди византийских эпистолографов метафора «одна душа в двух телах», возможно, восходит к речи Аристофана в диалоге Платона «Пир»

В ряде работ 1960-х годов советский византинист Александр Каждан высказал тезис о настороженном отношении византийцев X—XI веков к дружбе. Своё наблюдение Каждан обосновывал структурной рыхлостью, характерной для всех форм «малых социальных групп», включая сельские общины, городские ремесленные объединения, религиозные братства и даже монастыри. Аналогичным образом слабые, вертикальные связи были лишены того личного оттенка отношений между вассалом и сюзереном, которые удивляли византийцев у крестоносцев или во время путешествий в Западную Европу. Характерной, по мнению А. Каждана, является точка зрения монаха Симеона Нового Богослова, который отрицал самостоятельную ценность дружбы, утверждая, что её не существует, а «есть только тяга к пустой болтовне и совместной жратве». Праведник, согласно Симеону, должен возлюбить не отдельного человека, а всё человечество. Также показательны высказывания автора «Стратегикона» Кекавмена, советовавшего опасаться друзей больше, чем врагов. В результате, по мнению историка, в Византии процветала только одна форма общественных связей — семья. Выводы Каждана подтверждаются в том числе этнографическими данными по современной Греции, где распространена терминология родственных отношений для описания близких внесемейных отношений. Аналогичным образом в Византии качество связей передавалось через использование родственной терминологии: коллегу называли духовными отцом или братом, ученика — сыном, бывшего ученика — племянником. Утверждение Каждана спровоцировало значительную дискуссию и вызвало интерес к исследованию типов межличностных связей в Византии. Греческий византинист Элени Гликадзи-Арвелер показала в 1976 году, что многочисленными «племянниками», известными из переписки видного придворного интеллектуала XI века Михаила Пселла, были сыновья тех, которые ранее фигурировали как «братья». Возможно и обратное, когда близкий друг становился крёстным или опекуном детей, заменяя им умерших родителей; такие обязательства исключали возможность вступления в брак с представителем этой семьи. Не исключалась также дружба между близкими родственниками, что соответствовало представлению Аристотеля о семье как разновидности филии.
Значительный импульс исследованиям дружбы в Византии придала статья Маргарет Маллетт «Byzantium: A Friendly Society» (1988). Рассматривая византийское общество в целом, исследовательница поставила вопрос о его принципиальной дружелюбности. По мнению Маллетт, уже потому, что в источниках можно встретить полярные взгляды на ценность дружбы, её полезность и искренность, нельзя сказать, что этот вопрос был безразличен византийцам. Маллетт отмечает тот факт, что, в отличие от средневековой Западной Европы, в Византии не была разработана теория дружбы подобно тому, как это было сделано в трактатах «De spirituali amicitia» Элреда Ривоского (ок. 1167) и «De Christiana amicitia» Петра Блуаского (ок. 1190). По её мнению, так произошло благодаря преимущественному вниманию византийцев к конкретному другу, а не к абстрактной категории дружбы. Исследовательница не согласилась с тезисом А. Каждана, основанным на свидетельстве «самого знаменитого византийского параноика». По её мнению, напротив, дружбу в Византии можно назвать «социальным клеем, возможно, не таким важным, как родственные связи, но вполне сопоставимым». Качество этого «клея», однако, не во все эпохи было одинаково, и, как отмечает американский историк Питер Хатли (Peter Hatlie), в иконоборческую эпоху (начало VIII века — начало IX века) идея дружбы по-прежнему существовала, но функционировала достаточно плохо. Византийцы, тем не менее, продолжали говорить о дружбе в изящных выражениях, примеры чему во множестве встречаются среди писем монаха Феодора Студита и епископа Игнатия Никейского. Назначением истинного друга, по Феодору, является быть рядом, несмотря на отсутствие, заботиться о твоей душе, приходить вовремя на помощь, оказывать поддержку, когда все прочие отвернулись, разделять горе и радости, ободрять и способствовать совершенствованию, отвергать клевету врагов, соглашаться в целом, но исправлять ошибки. Таким образом, идеал дружбы у Феодора основан на вере, христианской любви и добродетели. Отношение к дружбе у Игнатия соответствует скорее пифагорейскому представлению о друге как alter ego.
С началом эпохи Комнинов (вторая половина XI века) источники демонстрируют больше примеров кланового способа продвижения интересов. Показательны взаимоотношения внутри достаточно обширной группы из нескольких влиятельных провинциальных и столичных семейств (Аргиры, Дуки, Комнины и др.), сложившейся в XI—XII веках. Её представители занимали различные государственные и военные посты либо были крупными землевладельцами. Стремясь сделать карьеру в Константинополе, они нуждались в поддержке, которую не могли им предоставить их семьи, и потому обращались за помощью к прочим находящимся в аналогичном положении homines novi. На основе анализа эпистолографических источников французский византинист Э. Лимузен (Eric Limousin) выделяет несколько способов построения сетей знакомств, из которых «дружеский» встречается существенно чаще прочих. В свою очередь, среди дружеских писем можно выделить рекомендательные, просительные и выражения «чистой дружбы». По мнению исследователя, употребление дружеской терминологии более характерно для тех, кто близок к власть предержащим и имел возможность употребить своё влияние на благо близким им людям. Таким образом, в XI веке слово φιλία утратило отмеченные А. Кажданом отрицательные коннотации, вернувшись к традиционному трёхчастному аристотелевскому пониманию.

## Полезность и взаимность дружбы

### Покровительство и искренность
В средне- и поздневизантийский периоды отношения дружбы и покровительства были тесно переплетены. Инструментальный характер дружбы хорошо заметен в крупных эпистолярных собраниях, немалая часть которых представляет собой неформальные «петиции» с целью добиться расположения адресата, для себя и третьего лица. Стоящая за таким обменом социальная логика включала рекомендуемое лицо в цепочку доверительных отношений в предположении получения от него в будущем аналогичных услуг, а от потенциального покровителя ожидалось, что он не станет игнорировать возможность приумножить свой социальный капитал. Хорошо изучены приёмы, которые применял для построения доверительных отношений Михаил Пселл. Впечатляющий перечень его корреспондентов включает восемь из двенадцати императоров, на правление которых пришлась его сознательная жизнь, три из пяти константинопольских патриархов, носителей высших должностей и титулов, судей 16 фем, одного из антиохийских патриархов, провинциальных митрополитов, архиепископов и епископов, архимандритов и простых монахов, безымянных родственников и людей без должностей и звания. Большинство писем Пселла судьям представляют собой просьбы и рекомендации. Мотивы, которые в обоснование своих просьб выдвигает Пселл, крайне редко касаются достоинств рекомендуемого лица. Автор взывает не к разуму, но к чувствам адресата, представляя своего протеже нищим или сиротой. Ходатайствуя о восстановлении в должности митрополита Лариссы, вместо описания сути дела Пселл ссылается на свою дружбу с участниками переписки. Относясь с иронией к этому ритуалу, в обращении к судье Фракисия Пселл писал: «меня, как тебе известно, очень многие люди одолевают просьбами, не знаю уж, потому ли, что я люблю многих, или потому, что меня любят многие». Впрочем, подобные жалобы также нередки в его письмах и сами по себе являются риторическим приёмом.
Плодовитый эпистолярий следующего поколения, архиепископ Феофилакт Охридский (ум. 1107) имел несколько покровителей, которым регулярно писал письма для поддержания отношений. В его посланиях рекомендации и просьбы также занимают заметное место. Дистанцию между автором письма и его другом-адресатом он обозначает как отношения между слугой и хозяином. Учитывая, что византийцы при написании писем учитывали возможность их последующего обнародования, не просто выявить реальную степень доверительности между участниками переписки. По мнению Маргарет Маллетт, признаками доверительных отношений (англ. intimacy) в переписке являются краткость, отсутствие формальных обращений, включение в текст бытовых подробностей, обсуждение интересных обоим тем. Проблему дружбы между людьми разного общественного статуса анализировал в XIV веке историк и философ Никифор Григора. Ссылаясь на Аристотеля, Григора утверждает, что дружба никогда не бывает между двумя равными людьми, поскольку в реальности все люди различны. Практический вывод, который, по мнению Григоры, следует из констатации этого трюизма, состоит в том, что риторика писем вполне может быть отражением дружеского чувства корреспондентов. Связанной темой, нередко возникавшей в дружеских письмах, были сетования на недостаточную интенсивность переписки. Вероятно, опасения вызывало не столько затухание одной дружбы, не подпитываемой новыми письмами, сколько возможность выпадения из всей дружеской сети адресата.
Социологические и этнографические исследования показали, что практический и инструментальный характер дружбы не является отличительной чертой византийского общества. В современной Греции зачастую коммерческие сделки могут представляться в терминах дружеского обмена, а для средиземноморских культур для того, кто оказывает покровительство, типично уверять, что он не ожидает взаимности, и оскорбляться в предположении обратного. Как показал английский историк Ричард Саллер, в период ранней Римской империи едва ли можно говорить о бескорыстной дружбе. Также отмечается, что эмоционально окрашенные отношения патронажа более стабильны.

### Риторика и ритуалы дружбы
По замечанию французского византиниста Жана Даррузе, письма как жанр тесно связаны с дружбой. Хорошо изучена эволюция дружеских посланий в греческой эпистолографии — можно сказать, это её главная тема. Её можно проследить от писем римской аристократии начиная с Цицерона, а затем Плиния Младшего. Ведение переписки с высокопоставленными адресатами на приятные темы приобрело социальный смысл, поскольку выражение дружбы и пожелания здоровья помогали поддерживать отношения с друзьями-политиками. С расширением Римской империи возник обширный слой провинциальной элиты, и римские аристократические манеры были восприняты в крупных эллинистических центрах. Среди обнаруженных в Египте папирусов сохранились тысячи дружеских писем. В тех случаях, когда можно установить имя отправителя, это чаще всего римляне, греки или эллинизированные египтяне из высших слоёв общества, получившие греческое образование. Такие дружеские письма назывались φιλικός или φιλοφρονητικός. Столь частые отсылки к дружеским чувствам делают их искренность сомнительной в глазах современных исследователей, склонных относить их к банальностям и риторическим общим местам.
В дружеских письмах можно выделить три типовые темы: ощущение иллюзии присутствия собеседника, противопоставление ощущения отсутствия и присутствия, сетования на отсутствие друга рядом. Типовые разработки этих тем приводятся в византийских эпистолярных руководствах, «О стилях писем» (псевдо)-Деметрия Фалерского (III—II века до н. э.) и у Прокла-Либания (III—IV века н. э.). Из переписки ранних христианских авторов сформировался набор эпистолярных клише, которые повторялись затем многие столетия: «окрыляющее посещение», «другой я», «единение душ» и другие. Не прекращались поиски новых образов — агиограф X века Симеон Метафраст уподоблял любовь к друзьям дереву, листья которого образуют духовные качества, а его современник митрополит Лев Синадский называл дружбу без писем «лампой без масла». Согласно классификации Деметрия, в «дружеских» письмах не предполагается a priori обращённость к другу, речь идёт исключительно о стилистическом приёме. Более того, по его замечанию, «те, кто уже друзья, такие письма не пишут». Согласно Маргарет Маллетт, попытки отделить «истинную» дружбу от «риторической» путём текстологического анализа являются наивными. Австрийский византинист Михаэль Грюнбарт предлагает для определения степени близости между адресатами принимать во внимание обращения в письмах, как правило, состоящие из существительного и уточняющего прилагательного. Так, обращение др.-греч. φίλτατε κεφαλή («дражайший друг», буквально «целу́ю голову») подчёркивало дружеские отношения, тогда как др.-греч. iερωτάτη κεφαλή («святейший друг») или др.-греч. πανσεβάστη κεφαλή («почтеннейший друг») больше подходили к высшим священнослужителям или крупным чиновникам. Некоторые эпистолографы предпочитали вводить неологизмы.
С темой дружбы связано большое число клише — упоминание знаменитых мифологических друзей, игра слов на основе φίλτρον (в значении «любовная магия» оно встречалось уже в письмах Великих каппадокийцев), «друг это второе Я» и т. д. Филофронетические письма нередко сопровождались подарками. Историк А. Ковельман отмечает, что дружелюбие писем не отрицает наличие конфликтных ситуаций. С одной стороны, если переписка является проявлением дружеских чувств, то отсутствие писем — признак пренебрежения к корреспонденту, и сетования на леность в написании писем являются распространённой темой.
Частой темой дружеских писем является обыгрывание темы подарка, сопровождавшего вручение письма. Как правило, в качестве дара использовались недорогие продукты питания, и ценность такого подарка определялась не его стоимостью, а символизмом жеста. Часто дарили латук, финики, огурцы, дыни или иные плоды собственного сада. Михаил Пселл полагал приложение к петиции подарка лучшим способом повлиять на волеизъявление императора, и послать монарху виноград было вполне приемлемо. Свежую речную рыбу мог отправить в столицу друг из пригорода, копчёную или солёную — из отдалённой провинции. Религиозным символизмом обладали дары в виде хлеба и вина, но приятно от друга получить было и свежую выпечку. Дары не ограничивались едой — византийцы дарили друг другу лекарства, одежду, домашних животных, книги.

### Сила дружеских связей

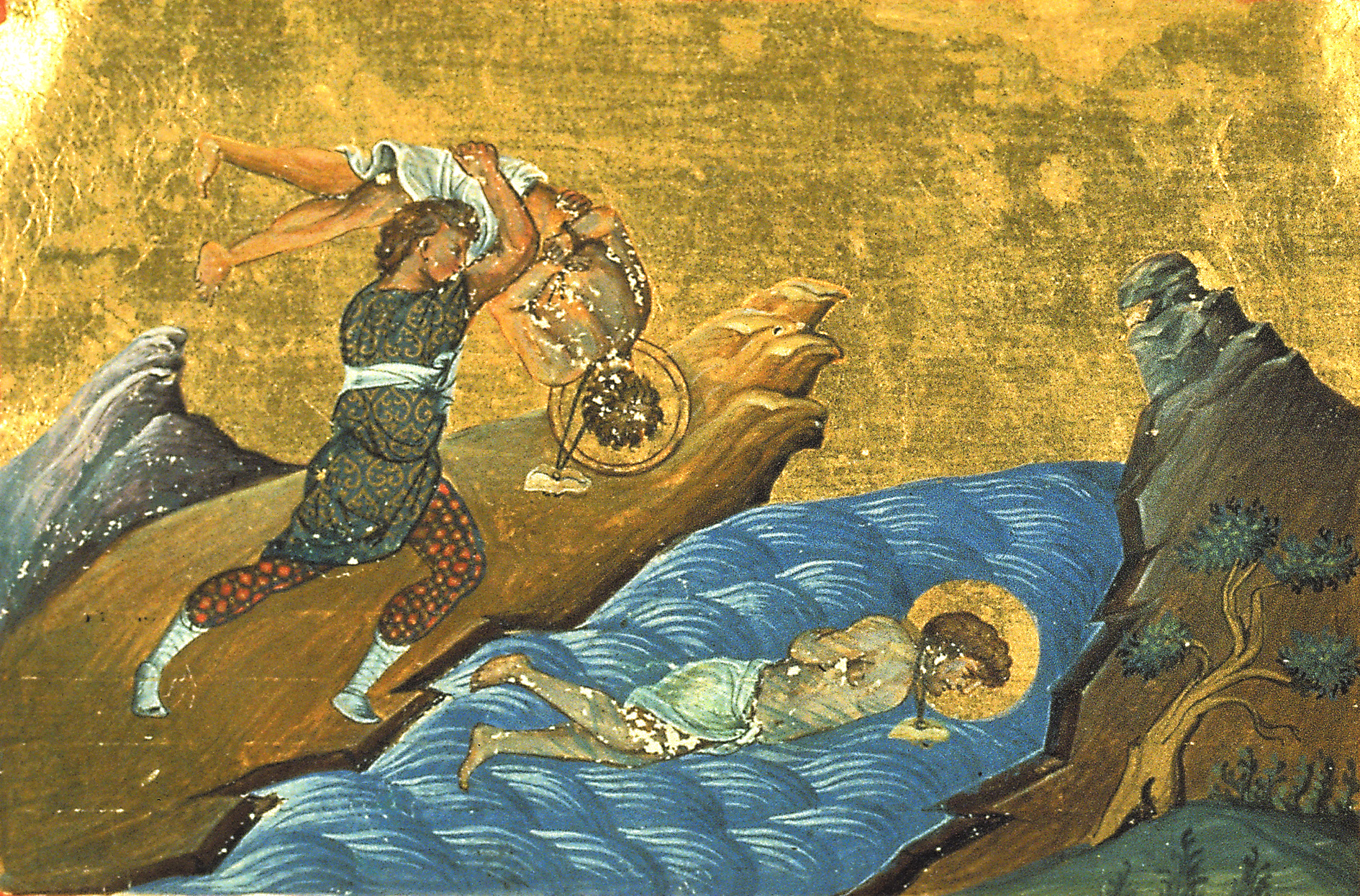
Мученики Ермил и Стратоник, иллюстрация из Минология Василия II (вторая половина X века)

Одним из наиболее ранних византийских текстов, затрагивающих дружеские отношения, является житие мучеников Сергия и Вакха. Текст существует в двух версиях: более ранняя анонимная, составленная приблизительно в середине IV века, и её адаптация, вошедшая в агиографический сборник Симеона Метафраста (вторая половина X века). Рассказ постоянно возвращается к теме дружбы: будущие мученики, два друга, вначале были видными военачальниками и друзьями императора Галерия, затем, в связи с отказом отречься от христианства, они были лишены знаков расположения императора и отправлены в Сирию, где в качестве дукса служил друг и протеже Сергия, Антиох. Вакх был казнён вскоре по прибытии, а Сергию Антиох предоставил несколько возможностей для возвращения к язычеству. Хотя трактовка Джона Босуэлла (Same-Sex Unions in Pre-Modern Europe, 1994) отношений Сергия и Вакха как «гомосексуального брака» не стала общепризнанной, она дала толчок исследованиям византийского «адельфопоэзиса», то есть ритуала установления «братских» отношений. Согласно немецкой исследовательнице Клаудии Рапп, в Византии «братство» понималось в весьма широком смысле, в том числе и как однополые отношения, но прежде всего — в христианском смысле, как братство во Христе.
Житие Сергия и Вакха стало источником вдохновения для ряда произведений подобного рода, в которых дружба занимала заметное место. С другой стороны, в литературных текстах нередко встречаются примеры дурных друзей. Таковы ложные друзья повторившего судьбу Иова Филарета Милостивого; Василий из хроники Льва Грамматика, радушно принятый императором, за что отплатил изменой и прелюбодеянием; вероломный актёр, втёршийся в доверие императора Константина IX (1042—1055), о котором рассказывает Михаил Пселл; Павлин, возвышенный и казнённый императором Феодосием II (408—450) по подозрению в соблазнении императрицы Евдокии в хронике Иоанна Малалы. Последний сюжет относится к категории «друг императора», нередкому в ранней истории Византии. Для простого византийца, вероятно, были актуальны предостережения, которыми поделился Кекавмен, призывавший ни в коем случае не давать кров другу в своём доме. По мнению автора второй половины XI века, появившийся в доме чужак непременно соблазнит жену или дочь хозяина дома, а затем будет распускать о них порочащие слухи. То же самое относится и к полководцам, которых могут предать ложные друзья. Истинные друзья, напротив, не могли свидетельствовать друг против друга. Хронист Продолжатель Феофана рассказывает, что когда император Михаил II Травл, подавив мятеж Фомы Славянина, начал искать с помощью последнего предателей среди своих друзей, «тот готов был оговорить многих, но некий муж, Иоанн Эксавулий, сказал, что негоже, да и глупо, царь, верить доносам врагов на друзей, и этими словами отвёл Иоанн кары от несчастных граждан и своих друзей».
На протяжении всей византийской истории сохранялось подозрительное отношение к фратриям («братствам»), по определению лексикографа VI века Гесихия представлявшим собой «дружбу объединённых клятвой». Как считалось, такие группировки объединяли молодых людей, желавших упрочить или изменить к лучшему своё социальное положение. Заговорщицкая направленность таких дружеских клубов осуждалась как светскими, так и церковными властями. В своих проповедях Феодор Студит предупреждал об опасности перерождения монашеской братской дружбы в преследующие собственные цели партии. Смешанный, семейно-дружеский подход к консолидации вокруг себя чиновно-интеллектуальной элиты избрал император Андроник II Палеолог, в начале XIV века женивший своих многочисленных сыновей и племянников на дочерях своих министров Никифора Хумна, Феодора Метохита и других. Точные мотивы императора не известны, но укреплённые таким образом связи не помогли ему в конфликте со своим внуком. Обобщая данные источников для иконоборческого периода, П. Хатли делает вывод об относительно слабой силе дружеских связей, их ненадёжности и наличии глубоко укоренившихся опасений относительно их эффективности в целом. Причину расхождения между риторическим образом дружбы и её фактическим воплощением историк затруднился объяснить, предположив, что либо художественные образы существовали без связи с реальным жизненным опытом, либо дружеские связи не подразумевали эмоционального наполнения, скрывая институционализированные связи иного рода (патронажа, боевого товарищества и т. п.).

## Интеллектуальная дружба
Одни из самых крепких дружеских связей возникали между учителем и учениками или между последователями и духовным наставником. Следуя античной теории воспитания (др.-греч. παιδεία, «пайдейя»), византийцы рассматривали воспитание не как обезличенную передачу знаний, но как глубоко личное общение, в котором старший должен быть одновременно наставником, другом и идеалом ученика. Следуя традиции, ученики прославляли учителей, а учителя нередко делали учеников своими доверенными лицами. Как отмечает Т. В. Кущ, «понятия „учитель“ и „друг“ становились однопорядковыми для образованного византийца». Помимо прочих факторов, образование в Византии служило престижным социальным маркером, высоко ценимым при императорском дворе. Формируемые благодаря переписке связи между представителями византийской интеллектуальной элиты являются популярным направлением исследования в последние десятилетия. Согласно Я. Н. Любарскому, утончённая интеллектуальная дружба образовывала высшую градацию средневекового эпистолярного этикета. Достаточно большим для проведения исследований числом адресатов, к сожалению, обладает не так много эпистолографов. Наиболее показательны отношения со своими учениками Николая Мистика (X век), Михаила Пселла (XI век), Евстафия Солунского (XII век), Никифора Влеммида (XIII век) и Димитрия Кидониса (XIV век).
Отражая первостепенное значение церкви в жизни государства, важнейшими эпистолографами IX—X веков были такие видные религиозные деятели, как теоретик монашества Феодор Студит, патриархи Фотий и Николай Мистик, архиепископ Арефа Кесарийский, философ Никита Пафлагон. С точки зрения построения сетей дружеских связей наиболее интересны послания Николая Мистика, фактического правителя империи в первые годы X века. Среди его корреспондентов не только друзья-интеллектуалы, но и правители соседних государств. Пример совершенно иного рода демонстрирует история его современника, известного как Анонимный преподаватель. События его жизни, фрагментарно известные из его писем, показывают прагматический подход к дружбе простых интеллектуалов. Небогатый константинопольский учитель, не чуждый литературных амбиций, Аноним составил и преподнёс в качестве дара произведение некоему чиновнику Феодору Мистику, а также предлагал своим ученикам писать ямбические стихи в его честь и даже развешивать поэмы на улицах города. Причина этих усилий состояла в том, что Феодор возглавлял государственное учреждение, испытывавшее нужду в писцах, и таким образом ученики Анонима могли получить предложение о трудоустройстве.
Внушительная корреспонденция Пселла (более 500 уже опубликованных писем) привлекает исследователей разнообразием адресатов, представляющих практически все слои византийского общества. Особенно много значили для Пселла отношения, установившиеся во время учёбы в школе Иоанна Мавропода. Достаточно типично, что отношения учителя с учениками не ограничивались односторонней передачей знаний и не заканчивались по окончании курса обучения. Переписка Мавропода и Пселла продолжалась почти на протяжении жизни обоих. Через посредство бывшего учителя Пселл передаёт приветствия своим соученикам. По рекомендации Пселла Мавропод начал придворную карьеру, будущий патриарх Иоанн Ксифилин благодаря ему занял пост номофилакса, ректора юридической школы. В переписке между ними превозносились достоинства дружбы высокообразованных друзей, защищающих друг друга от нападок клеветников. После поражения придворной группировки «интеллектуалов» Пселл, Мавропод и Ксифилин по-разному отнеслись к необходимости удалиться в монастырь, что также нашло отражение в письмах. Большое число писем Пселла адресовано его ученикам, с некоторыми из которых он переписывался по нескольку десятилетий, — вестарху Аристину, племянникам патриарха Михаила Керулария Константину и Никифору. Братьям Керулариям, которых Пселл относит к своим единомышленникам, посвящён трактат «О дружбе», их он призывает мужественно переносить несчастья, напоминая им о своей дружбе и беседах, которые они вели в лучшие времена.
Примерно десятилетие отделяет смерть Пселла от начала формирования сети знакомств следующего по времени значительного византийского эпистолографа Феофилакта Охридского. Среди его корреспондентов те, кого он знал в свою бытность в Константинополе в 1070-х годах, знакомые родственников и те, с кем он познакомился, став архиепископом Болгарии в 1088 году. Появление константинопольского друга в Охриде всегда было для него поводом для выражения радости. Являясь «практиком» дружеских отношений, Феофилакт в своих письмах чаще употребляет слово φίλοι, нежели φιλία, и пишет поэмы своим друзьям, а не о дружбе. Тем не менее и он отдаёт дань эпистолярной риторике, наполняя свою речь изысканными метафорами, сравнивая одного из своих друзей с внезапно возникшим по прочтении письма фениксом, письма уподобляет крыльям для бегущего, а их содержимое — «мёду добродетели, вкус которого, единожды попробованный, остаётся во рту». Многочисленность фигурирующих в письмах Феофилакта персоналий позволила американскому византинисту Маргарет Маллетт предпринять попытку сетевого анализа окружения болгарского епископа. В число его контактов первого порядка (англ. first order zone), то есть непосредственных адресатов или явно упоминаемых лиц, попало 127 человек, что, учитывая общее состояние источников, является значительной величиной. Выявление второй зоны существенно сложнее, так как хоть сколько-нибудь значительных эпистолографов, не считая поэта Николая Калликла, среди адресатов Феофилакта не оказалось. Монография М. Маллетт вдохновила несколько аналогичных исследований: Адам М. Шор (Adam M. Schor, 2011) проанализировал связи Феодорита Кирского для Сирии V века, а Джованни Руффини (Giovanni Ruffini, 2009) на материале оксиринхских папирусов изучил взаимоотношения между землевладельцами византийского Египта VI века. В 2020 году австрийский византинист Йоханнес Прайзер-Капеллер произвёл более глубокую обработку собранных М. Маллетт данных с учётом теории систем Никласа Лумана и реляционной социологии Гаррисона Уайта. Не сделав определённых выводов относительно прочности дружеских связей в круге Феофилакта Охридского, Прайзер-Капеллер показал потенциальную плодотворность такого подхода.
Преемственность и связи, возникавшие в палеологовский период, можно проследить на несколько поколений. Более чем на столетие можно проследить «генеалогию» связей писателя и учёного Никифора Влеммида (ум. 1272). Его учеником был историк Георгий Акрополит, который впоследствии стал учителем для патриарха Григория Кипрского, наследника никейского престола Феодора Ласкариса и историка Григория Пахимера. Последний, в свою очередь, был другом Влеммида. Григорий Кипрский обучал наукам Никифора Хумна и Феодора Музалона. Последние два, наряду с Феодором Метохитом, входили в круг придворных интеллектуалов императора Андроника II Палеолога. Метохит, вместе с патриархом Иоанном XIII Гликой, обучал историка Никифора Григору, астрономов Феодора Мелитениота, Исаака Аргира и Мануила Вриенния. Григора учил богослова Иоанна Кипариссиота и детей Метохита. Не меньше духовных наследников оставил после себя митрополит Фессалоникийский Нил Кавасила (ум. 1363), среди учеников которого были богослов Николай Кавасила и поэт Димитрий Кидонис. Учениками и учениками учеников последнего были многие императоры, патриархи и видные учёные вплоть до падения Византийской империи. Вспоминая о своём первом учителе, Кидонис писал: «Со дней моей юности он был моим единомышленником в такой степени, что стремился превзойти воспеваемые образцы дружбы в своём отношении ко мне. Я понимал дружеское отношение этого человека и хотел доказать свою дружбу не меньше, чем он». В дальнейшем, будучи первым министром императора Иоанна Кантакузина, Кидонис был глубоко разочарован, не получив поддержки учителя своей позиции относительно исихазма. Латинофильские взгляды Кидониса, однако, не смогли испортить его подпитываемой воспоминаниями о годах учёбы дружбы с Николаем Кавасилой.